# 小行星8411
小行星8411（8411 Celso）是一颗绕太阳运转的小行星，为主小行星带小行星。该小行星于1996年10月3日发现。

## 轨道参数
小行星8411的轨道半长轴为2.3265209 UA，离心率为0.149。